# Okręg wyborczy Sunderland
Okręg wyborczy Sunderland powstał w 1832 r. i wysyłał do brytyjskiej Izby Gmin dwóch deputowanych. Okręg obejmował miasto Sunderland. Został zlikwidowany w 1950 r.

## Deputowani do brytyjskiej Izby Gmin z okręgu Sunderland
- 1832–1835: William Chaytor, wigowie
- 1832–1833: George Barrington
- 1833–1841: William Thompson
- 1835–1841: Andrew White
- 1841–1847: David Barclay
- 1841–1845: Henry Grey, wicehrabia Howick, wigowie
- 1845–1859: George Hudson, Partia Konserwatywna
- 1847–1852: Hedworth Williamson
- 1852–1855: William Digby Seymour, wigowie
- 1855–1866: Henry Fenwick, Partia Konserwatywna
- 1859–1865: William Shaw Lindsay
- 1865–1868: James Hartley
- 1866–1874: John Candlish, Partia Liberalna
- 1868–1900: Edward Temperley Gourley, Partia Liberalna
- 1874–1881: Henry Havelock-Allan, Partia Liberalna
- 1881–1895: Samuel Storey, Partia Liberalna
- 1895–1906: Theodore Doxford, Partia Konserwatywna
- 1900–1906: John Stapylton Grey Pemberton
- 1906–1910: James Stuart, Partia Liberalna
- 1906–1910: Thomas Summerbell, Partia Pracy
- 1910–1910: Samuel Storey, Partia Liberalna
- 1910–1910: James Knott, Partia Konserwatywna
- 1910–1922: Hamar Greenwood, Partia Liberalna
- 1910–1918: Frank Walter Goldstone, Partia Pracy
- 1918–1922: Ralph Milbanke Hudson, Partia Konserwatywna
- 1922–1929: Luke Thompson, Partia Konserwatywna
- 1922–1929: Walter Raine, Partia Konserwatywna
- 1929–1931: Marion Phillips, Partia Pracy
- 1929–1931: Alfred Smith, Partia Pracy
- 1931–1935: Luke Thompson, Partia Konserwatywna
- 1931–1945: Samuel Storey, Partia Konserwatywna
- 1935–1945: Stephen Noel Furness, Narodowa Partia Liberalna
- 1945–1950: Richard Ewart, Partia Pracy
- 1945–1950: Frederick Willey, Partia Pracy